# Radek Mynář
Radek Mynář (wym. [ˈradɛk ˈmɪna:r̝̊]; ur. 22 listopada 1974 w Českiej Lípie) – czeski piłkarz grający na pozycji obrońcy.
Do Polski trafił latem 2003 roku z czeskiej Sparty Praga. Zasilił zespół Dyskobolii Grodzisk Wielkopolski. W jej barwach rozegrał 92 mecze w I lidze, strzelił trzy bramki. Jego debiut w I lidze nastąpił w dniu 8 sierpnia 2003 r. w meczu pomiędzy Dyskobolią a GKS Katowice, wygranym przez drużynę grodziszczan 4:0. Od sezonu 2008/09 reprezentuje barwy Polonii Warszawa. Nie przedłużył kontaktu wygasającego 30 czerwca 2012.